# Erling Ribbing
Erling Ribbing, född 27 maj 1831 i Rogberga församling, Jönköpings län, död 12 maj 1893 i Stockholm, var en svensk militär och hovman.

## Biografi
Erling Ribbing föddes 1831 på Riddersberg i Rogberga socken. Han var son till ordföranden Bengt Ribbing i Jönköpings läns hushållningssällskap och Augusta Schmiterlöw. Ribbing blev 7 december 1847 student vid Uppsala universitet och blev 28 september 1849 furir vid Svea livgarde. Han avlade 2 mars 1850 officersexamen vid Hazelii läroanstalt för linjeofficerare och blev 16 oktober 1850 underlöjtnant vid Svea livgarde. Ribbing blev 7 mars 1854 löjtnant och tjänstgjorde mellan 1 januari 1857 till 30 april 1859 i lantförsvardsdepartementets kommandepxedition. Han blev 8 januari 1858 generalstabsofficer, 28 december 1858 adjutant vid femte militärdistriktets stab och var från 30 april 1859 till 30 september 1861 adjutant vid fjärde militärdistriktets stab.
Ribbing blev 1 oktober 1861 kammarherre hos Prinsessan Eugénie av Sverige och Norge och blev 5 juli 1861 kapten och regementskvartermästare. Han blev 30 december 1865 stabschef vid Livgardesbrigaden och tilldelades 25 juni 1865 riddare av Sankt Olavs orden. Ribbing blev 3 maj 1866 major i armén och utnämndes till 27 maj 1871 riddare av Svärdsorden, 2 november 1872 riddare av Dannebrogorden och senare Nischan Iftichar. Han blev 21 oktober 1872 adjutant hos kungen, 30 januari 1873 föredragande i kommandoärendena hos kungen under hans vistelsen i Norge och 4 april 1873 andremajor vid regementet.
Deltog 1874 vid höstmanövern vid franska arméns fjärde och sjätte kårer och var 14 november 1874 föredragande i kommandoärenden hos kungen under hans vistelse i Norge. Mellan 1875–1878 var han ledamot i direktionen för amréns pensionskassa och blev 24 augusti 1875 överstelöjtnant i armén. Ribbing blev 1 januari 1877 förvaltare av prinsessan Eugenies affärer och följde med kungen till Heidelberg 1877. var i februari 1878 sändebud till Berlin för att framföra kungen lyckönskningar till kejsaren av Tyskland, tyske kronprinsen och prins Fredrik Carl, med anledning av prins Fredrik Carls döttrars förmälning med arvprinsen av Meiningen och arvstorhetigen av Oldenburg.
Han tilldelades 22 februari 1878 fjärde graden av Preussiska Kronorden och följde kungen 1878 till Heidelberg. Ribbing blev 21 januari 1879 kabinettskammarherre och blev 28 mars 1879 överstelöjtnant och förstemajor. Han uppvaktade i september 1881 kungen och drottningen på deras reda till Karlsruhe med anledning av kronprinsens bröllop. Ribbing tilldelades 20 september 1881 Zähringer Löwenordens kommendörskors av första klassen, blev 31 mars 1882 överste i armén och tilldelades 16 december 1884 kommendör av första graden av Dannebrogorden. Han blev 21 januari 1885 tillförordnad ståthållare på Ulriksdals slott och Haga slott och tilldelades i maj 1885 StkTMO. Ribbing var 1885 kronans ombud vid gardestomternas försäljning och tilldelades 15 maj 1886 kommendör av 1. klass av Vasaorden. Han tog 18 juni 1886 avsked från regementet till tillstånd av stå kvar som överste i armén. Var 1886 styrelseledamot i Stockholms enskilda bank, tilldelades 1888 fjärde graden av Preussiska Kronorden med krans och i juli 1888 kommendör av första klassen av Albrektsorden. Han var 1889 medlem i Teaterkonsortitet, i mars 1890 [[fullmärktig i Riksbanken och 21 januari 1891 ordinarie ståthållare på Ulriksdals slott och Haga slott. Var 1891 ledamot i riksdagshuskommittén och inspekterande fullmäktig för riksbankens pappersbruk och sedeltryckeri och tog 4 november 1892 avsked ur armén. Ribbing avled 1893 i Stockholm.

### Egendom
Ribbing ägde mellan 1860–1886 hus nummer 18 vid Brunkebergsgatan, Stockholm, 1874–1886 Skärsätra på Lidingö och från 1886 hus nummer 11 vid Kungsgatan, Stockholm.

### Familj
Ribbing gifte sig 25 februari 1858 i Stockholm med hovfröken friherrinnan Antoinette Christina Lagerbielke (1829–1900), dotter till generaladjutanten greve Axel Lagerbielke och friherrinnan Carolina Antoinetta Cederström. De fick tillsammans sonen översten Axel Ribbing (född 1859).

## Utmärkelser
- Riddare av Sankt Olavs orden,  25 juni 1865[1]
- Riddare av Svärdsorden,  27 maj 1871[1]
- Riddare av Dannebrogorden,  2 november 1872[1]
- Fjärde graden av Preussiska Kronorden,  22 februari 1878[1]
- Zähringer Löwenordens kommendörskors av första klassen,  20 september 1881[1]
- Kommendör av första graden av Dannebrogorden,  16 december 1884[1]
- Meschidie-orden,  maj 1885[1]
- Kommendör av 1. klass av Vasaorden,  15 maj 1886[1]
- Fjärde graden av Preussiska Kronorden,  1888[1]
- Kommendör av första klassen av Albrektsorden,  juli 1888[1]
- Nischan Iftichar[1]

[Redigera Wikidata]